# Elvira Berend
Elvira Bayakhmetovna Berend ( nascida em 19 de setembro de 1965) é uma jogadora de xadrez luxemburguesa nascida no Cazaquistão que detém o título FIDE de Grande Mestre Feminina (WGM).  Ela é três vezes vencedora do Campeonato de Xadrez de Luxemburgo (1998, 2015, 2016) e quatro vezes vencedora do Campeonato Mundial Feminino de Xadrez Acima de 50 (2017, 2018, 2019, 2022).

## Carreira
Em 1988, ela participou da final do Campeonato de Xadrez Feminino da URSS e terminou em 12º lugar. Berend representou duas vezes a equipe da SSR do Cazaquistão no Campeonato Soviético de Xadrez por Equipe (1986, 1991), ganhando a medalha de prata por equipe em 1991. Após a dissolução da União Soviética, ela representou o Cazaquistão.
Em 1995, Elvira Berend participou do Torneio Interzonal do Campeonato Mundial Feminino de Xadrez em Chişinău, onde terminou em 14º lugar.
Em 199, em Atenas, ela ganhou o Campeonato Europeu Feminino de Xadrez Rápido.
Na segunda metade da década de 1990, ela se casou com o Mestre Internacional de Luxemburgo Fred Berend e desde 1997 representa Luxemburgo em torneios de xadrez. Ela detém a distinção única de vencer o campeonato aberto de seu país três vezes.
Elvira participou 5 vezes das Olimpíadas de Xadrez Feminino (1992–1996, 2004, 2008) e conquistou a medalha de bronze individual em 2004.
Participou da seção aberta das Olimpíadas em 2014 e 2024.